# Ruche (kleding)

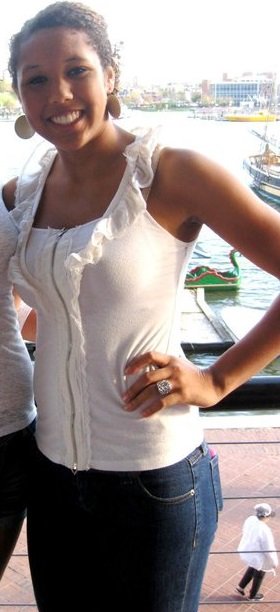
Een hedendaags hemd met ruches.

Een ruche voor kleding is een sterk gerimpelde versiering langs boorden en zomen. Een ruche wordt gemaakt van een strook textiel, kant of lint. De strook wordt aan één kant sterk samengetrokken of geplooid en wordt vervolgens bevestigd aan een kledingstuk, beddengoed, gordijnen, parasols of ander textiel als vorm van afwerking of versiering.

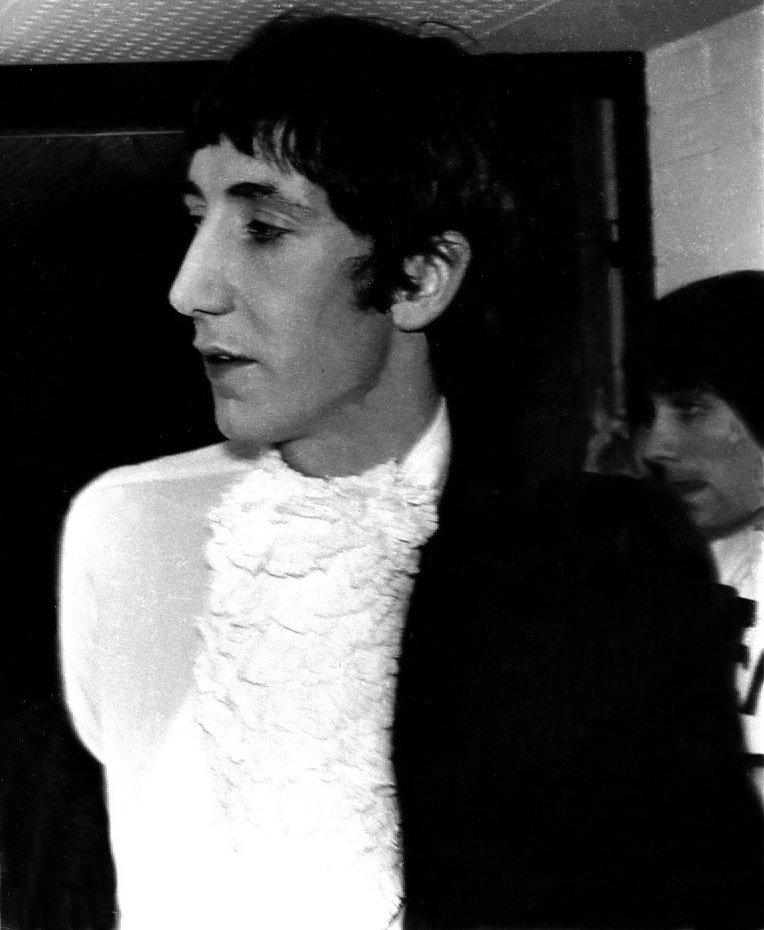
Pete Townshend droeg blouses met ruches net als vele andere mannen in de jaren 60.

## Geschiedenis

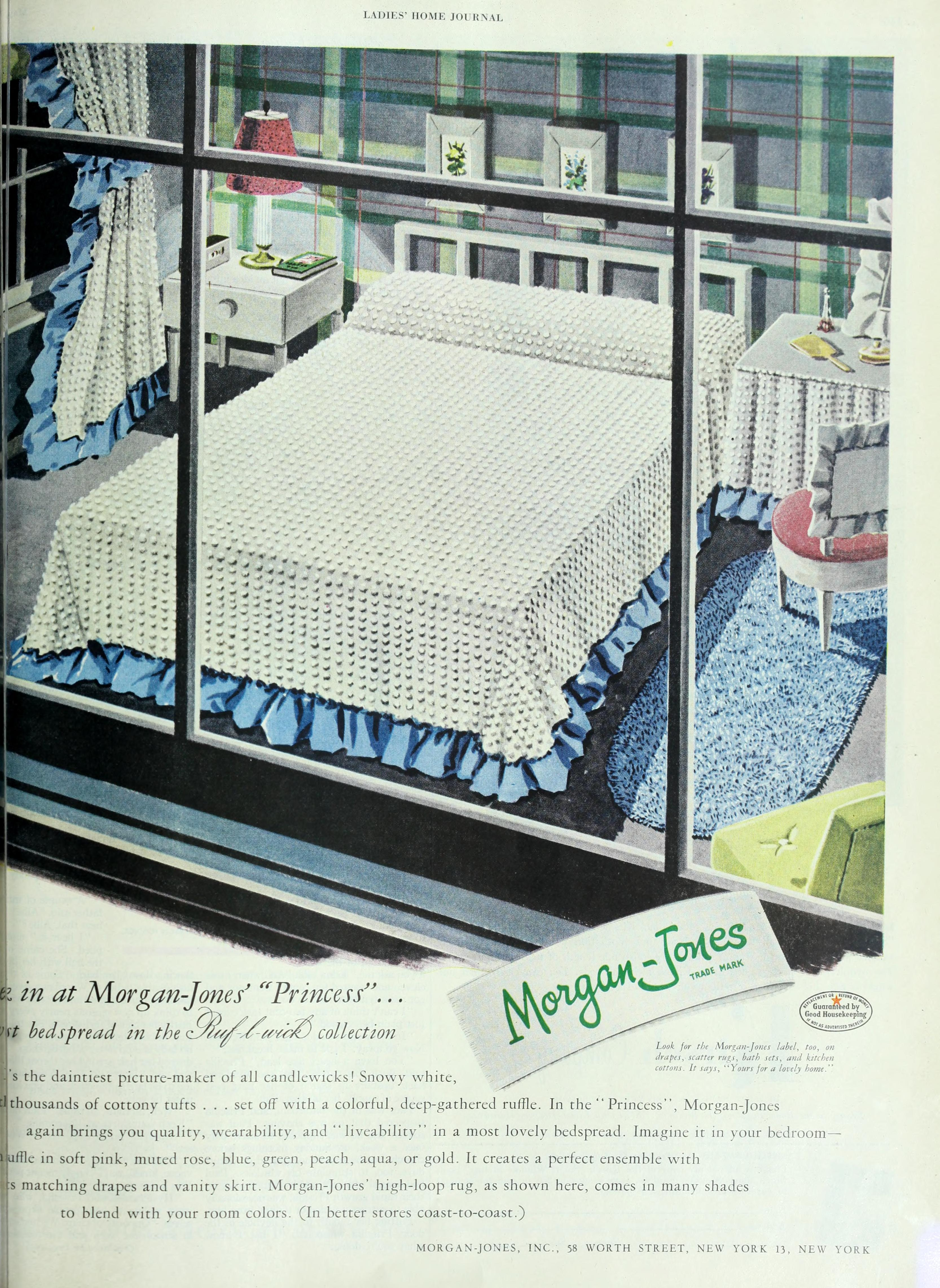
Beddengoed met ruches (1948)

Ruches verschenen voor het eerst in de 15e eeuw bij kledingstukken die bijeen gehouden werd met een koord. Zij evolueerden vervolgens naar de losse molensteenkragen die in de 16e eeuw gedragen werden. Ruches verschijnen bij tijd en wijle in het hedendaagse modebeeld.

## Naaitechniek

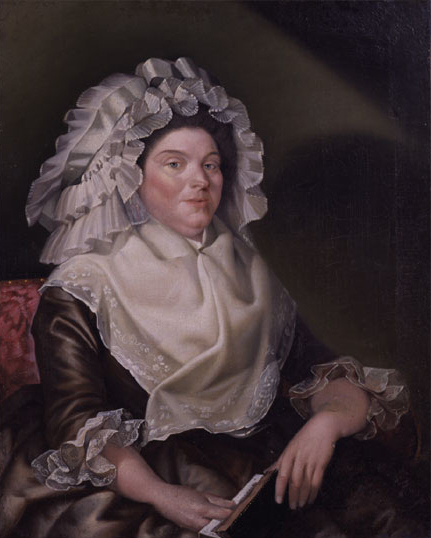
Portret van een vrouw met ruches aan haar hoofddeksel, 1789

Voor een goed gerimpelde ruche is een stoflengte nodig die twee of drie keer de omvang is van het kledingstuk waar het ruche aan vastgezet wordt. De ruche wordt eerst op maat geknipt, waarbij rekening wordt gehouden met de naadtoeslag aan beide lange zijden. Als eerste wordt de zoom gemaakt aan beide lange zijden alsmede aan de korte zijden. Daarna wordt de ruche aan één kant gerimpeld met behulp van een plooisteek. Na het aantrekken van de draden op de goede lengte, wordt de ruche aan het kledingstuk genaaid met een stiksteek.
Een niet rafelende stof hoeft niet gezoomd te worden, maar kan bijvoorbeeld afgeknipt worden met een kartelschaar.